# Feyenoord in het seizoen 2022/23 (vrouwen)
Het seizoen 2022/23 is het tweede jaar in het bestaan van de Rotterdamse vrouwenvoetbalclub Feyenoord. De club komt uit in de Eredivisie. Ook neemt het deel aan de KNVB Beker.

## Verloop
Tijdens de transferperiode werden Amber Verspaget, Sabrine Ellouzi, Zoï van de Ven, Sanne Koopman en Danique Ypema gehaald van andere clubs uit de Eredivisie en Esmee de Graaf van Leicester City. Uitgaand was vooral de transfer van Samantha van Diemen opvallend. De selectie kwam op 17 juli voor het eerst bij elkaar, bij de Open Dag. Zes dagen later vond de eerste training van het seizoen plaats. In de voorbereiding verloor Feyenoord van Club Brugge. Toch was de voorbereiding redelijk succesvol, met overwinningen op AZSV, Ter Leede, SV Saestum en PSV en een derde plek op de STEKA-Cup op 13 augustus in Zemmer.
Feyenoord begon aan de competitie met zeges tegen Excelsior Rotterdam, Fortuna Sittard, Telstar en VV Alkmaar. Tussendoor speelde Feyenoord op een trainingsactiviteit tegen het Nederlands elftal en ADO Den Haag. Vervolgens speelde Feyenoord echter teleurstellend doelpuntloos gelijk tegen PEC Zwolle. Nadat dit gevolgd werd door nederlagen tegen AFC Ajax, sc Heerenveen en PSV, werd trainer Danny Mulder ontslagen. Tot aan de winterstop werd zijn taak als hoofdtrainer ingevuld door Sandra van Tol. Onder haar leiding werd er nipt verloren van FC Twente en gewonnen van ADO Den Haag.
Voor de tweede seizoenshelft werd Jessica Torny aangesteld als hoofdtrainer. De selectie ging op 9 januari tot 23 januari op trainingskamp in de buurt van Valencia, waar een oefenwedstrijd met Levante UD met 1–1 gelijkgespeeld werd.

## Selectie
| Nr.             | Nat.               | Naam                       | Geb.dat.    | Competitie  | Competitie  | Beker       | Beker       | Totaal      | Totaal      | Vorige club    | Seizoen     | Contract    |
| Nr.             | Nat.               | Naam                       | Geb.dat.    | W           | Goal        | W           | Goal        | W           | Goal        | Vorige club    | Seizoen     | Contract    |
| Doelvrouwen     | Doelvrouwen        | Doelvrouwen                | Doelvrouwen | Doelvrouwen | Doelvrouwen | Doelvrouwen | Doelvrouwen | Doelvrouwen | Doelvrouwen | Doelvrouwen    | Doelvrouwen | Doelvrouwen |
| --------------- | ------------------ | -------------------------- | ----------- | ----------- | ----------- | ----------- | ----------- | ----------- | ----------- | -------------- | ----------- | ----------- |
| 01              | Vlag van Nederland | Jacintha Weimar            | 11/06/1998  | 10          | 0           | 0           | 0           | 10          | 0           | SC Sand        | 2e          | 2024        |
| 16              | Vlag van Nederland | Jasmijn de Groot           | 30/05/2002  | 1           | 0           | 0           | 0           | 1           | 0           | ADO Den Haag   | 2e          | 2023        |
| Verdedigsters   |                    |                            |             |             |             |             |             |             |             |                |             |             |
| 02              | Vlag van Nederland | Justine Brandau            | 09/07/2002  | 10          | 0           | 0           | 0           | 10          | 0           | AFC Ajax       | 2e          | 2024        |
| 03              | Vlag van Nederland | Danique Ypema              | 20/11/1999  | 11          | 0           | 0           | 0           | 11          | 0           | FC Twente      | 1e          | 2023        |
| 04              | Vlag van Nederland | Robine de Ridder           | 14/09/2003  | 0           | 0           | 0           | 0           | 0           | 0           | eigen jeugd    | 2e          | 2023        |
| 05              | Vlag van Nederland | Celainy Obispo             | 05/10/2000  | 8           | 0           | 0           | 0           | 8           | 0           | ADO Den Haag   | 2e          | 2023        |
| 08              | Vlag van Nederland | Esmee de Graaf             | 02/08/1997  | 11          | 1           | 0           | 0           | 11          | 1           | Leicester City | 1e          | 2024        |
| 18              | Vlag van Nederland | Isa Kagenaar               | 07/03/2001  | 3           | 0           | 0           | 0           | 3           | 0           | Excelsior      | 2e          | 2023        |
| 20              | Vlag van Nederland | Anne van Son               | 10/12/2000  | 0           | 0           | 0           | 0           | 0           | 0           | eigen jeugd    | 2e          | 2023        |
| 21              | Vlag van Nederland | Amber Verspaget            | 26/01/1998  | 10          | 0           | 0           | 0           | 10          | 0           | ADO Den Haag   | 1e          | 2024        |
| 23              | Vlag van Nederland | Jada Conijnenberg          | 26/08/2003  | 2           | 0           | 0           | 0           | 2           | 0           | eigen jeugd    | 2e          | 2024        |
| 24              | Vlag van Nederland | Bridget Jno-Baptiste       |             | 1           | 0           | 1           | 0           | 2           | 0           | eigen jeugd    | 1e          |             |
| Middenveldsters |                    |                            |             |             |             |             |             |             |             |                |             |             |
| 06              | Vlag van Nederland | Cheyenne van den Goorbergh | 07/09/1997  | 11          | 2           | 0           | 0           | 11          | 2           | PEC Zwolle     | 2e          | 2023        |
| 11              | Vlag van Nederland | July Schneijderberg        | 03/05/2002  | 2           | 0           | 0           | 0           | 2           | 0           | eigen jeugd    | 2e          | 2023        |
| 14              | Vlag van Nederland | Kim Hendriks               | 19/08/1999  | 2           | 0           | 0           | 0           | 2           | 0           | Excelsior      | 2e          | 2023        |
| 15              | Vlag van Nederland | Sanne Koopman              | 15/11/2002  | 11          | 1           | 0           | 0           | 11          | 1           | VV Alkmaar     | 1e          | 2023        |
| 22              | Vlag van Nederland | Annouk Boshuizen           | 22/05/1998  | 11          | 0           | 0           | 0           | 11          | 0           | ADO Den Haag   | 2e          | 2024        |
| Aanvalsters     |                    |                            |             |             |             |             |             |             |             |                |             |             |
| 07              | Vlag van Nederland | Maxime Bennink             | 21/06/1997  | 11          | 4           | 0           | 0           | 11          | 4           | PEC Zwolle     | 2e          | 2023        |
| 09              | Vlag van Nederland | Pia Rijsdijk               | 25/03/1992  | 10          | 2           | 0           | 0           | 10          | 2           | SSD Napoli     | 2e          | 2023        |
| 10              | Vlag van Tunesië   | Sabrine Ellouzi            | 28/06/1997  | 11          | 0           | 0           | 0           | 11          | 0           | Excelsior      | 1e          | 2023        |
| 17              | Vlag van Nederland | Zoï van de Ven             | 16/09/1999  | 9           | 1           | 0           | 0           | 9           | 1           | sc Heerenveen  | 1e          | 2023        |
| 19              | Vlag van Nederland | Sophie Cobussen            | 27/01/1999  | 8           | 0           | 0           | 0           | 8           | 0           | FC Eindhoven   | 2e          | 2023        |
| 25              | Vlag van Nederland | Romeé van de Lavoir        | 22/12/2002  | 9           | 0           | 0           | 0           | 9           | 0           | eigen jeugd    | 2e          | 2024        |

### Technische en medische staf
| Nat.               | Naam              | Functie           | Sinds           | Vorige club           | Opmerking                                                  |
| Technische staf    | Technische staf   | Technische staf   | Technische staf | Technische staf       | Technische staf                                            |
| ------------------ | ----------------- | ----------------- | --------------- | --------------------- | ---------------------------------------------------------- |
| Vlag van Nederland | Danny Mulder      | Hoofdtrainer      | 2021            | Feyenoord Academy     | Werd ontslagen op 29 november                              |
| Vlag van Nederland | Jessica Torny     | Hoofdtrainer      | 2022            | Nederland (assistent) | Aangesteld op 21 december                                  |
| Vlag van Nederland | Sandra van Tol    | Assistent-trainer | 2022            | Feyenoord Academy     | Was tussen 29 november en 21 december interim-hoofdtrainer |
| Vlag van Nederland | Patty Damsma      | Assistent-trainer | 2021            | Feyenoord Academy     |                                                            |
| Vlag van Nederland | John Bos          | Keeperstrainer    | 2021            | Feyenoord Academy     |                                                            |
| Vlag van Nederland | Jonara Bernardina | Teammanager       | 2021            | Feyenoord Academy     |                                                            |
| Medische staf      |                   |                   |                 |                       |                                                            |
| Vlag van Nederland | Marjolein Kusters | Fysiotherapeut    | 2021            |                       |                                                            |

## Transfers
| Nat.               | Naam                | Pos.     | Van/Naar        |
| Inkomend           | Inkomend            | Inkomend | Inkomend        |
| ------------------ | ------------------- | -------- | --------------- |
| Vlag van Nederland | Amber Verspaget     | VD       | ADO Den Haag    |
| Vlag van Tunesië   | Sabrine Ellouzi     | AV       | Excelsior       |
| Vlag van Nederland | Esmee de Graaf      | VD       | Leicester City  |
| Vlag van Nederland | Zoï van de Ven      | AV       | sc Heerenveen   |
| Vlag van Nederland | Sanne Koopman       | AV       | VV Alkmaar      |
| Vlag van Nederland | Danique Ypema       | VD       | FC Twente       |
| Uitgaand           |                     |          |                 |
| Vlag van Nederland | Samantha van Diemen | VD       | Fortuna Sittard |
| Vlag van Nederland | Lynn Groenewegen    | MV       | Excelsior       |
| Vlag van Nederland | Jill Duijzer        | DV       | RSC Anderlecht  |
| Vlag van Nederland | Manique de Vette    | VD       | VV Alkmaar      |
| Vlag van Nederland | Yara Helderman      | VD       | Excelsior       |

## Oefenwedstrijden
| 30 juli 2022, 14:30 uur                                                                                            | AZSV | 0 – 2 (0 – 0) | Feyenoord                      | Opstelling AZSV | Opstelling Feyenoord |  |
| Stadion: Sportpark Villekamp, Aalten                                                                               |      |               | 62' Van de Lavoir 67' De Graaf | Onbekend        | De Groot, Brandau, Ypema, De Ridder, Van Son, Boshuizen , Van den Goorbergh, Van de Ven, Obispo, Van de Lavoir, Schneijderberg |  |
| Stadion: Sportpark Villekamp, Aalten                                                                               |      |               |                                | Onbekend        | De Groot, Brandau, Ypema, De Ridder, Van Son, Boshuizen , Van den Goorbergh, Van de Ven, Obispo, Van de Lavoir, Schneijderberg |  |
| Stadion: Sportpark Villekamp, Aalten                                                                               |      |               |                                | Onbekend        | De Groot, Brandau, Ypema, De Ridder, Van Son, Boshuizen , Van den Goorbergh, Van de Ven, Obispo, Van de Lavoir, Schneijderberg |  |
| Afwezig: Weimar, Ellouzi (vakantie), Koopman (interlandverplichtingen), Rijsdijk, Hendriks, Conijnenberg, Cobussen |      |               |                                |                 | |  |

| 6 augustus 2022, 13:00 uur                                                                      | Feyenoord             | 1 – 2 (0 – 1) | Club Brugge             | Opstelling Feyenoord | Opstelling Club Brugge |  |
| Stadion: Varkenoord, Rotterdam                                                                  | Van de Ven 84' (pen.) |               | 39' (e.d.) 86' Ouzraoui | De Groot (46' Weimar), Brandau (46' De Ridder), Verspaget (46' Heijblom), Kagenaar (35' Van der Sluijs), De Graaf (46' Van Son), Van den Goorbergh (46' Obispo), Ypema (68' Van den Goorbergh), Boshuizen, Van de Ven (68' Vrij), Schneijderberg (68' De Graaf), Van de Lavoir | Schamp, Lievens (46' Martens ), Broothaers, Verdonck, Gerrits, Decabooter, Capiau, Boutiebi (46' Schapdryver), Matavkova, Ouzraoui, Vanmechelen |  |
| Stadion: Varkenoord, Rotterdam                                                                  |                       |               |                         | De Groot (46' Weimar), Brandau (46' De Ridder), Verspaget (46' Heijblom), Kagenaar (35' Van der Sluijs), De Graaf (46' Van Son), Van den Goorbergh (46' Obispo), Ypema (68' Van den Goorbergh), Boshuizen, Van de Ven (68' Vrij), Schneijderberg (68' De Graaf), Van de Lavoir | Schamp, Lievens (46' Martens ), Broothaers, Verdonck, Gerrits, Decabooter, Capiau, Boutiebi (46' Schapdryver), Matavkova, Ouzraoui, Vanmechelen |  |
| Stadion: Varkenoord, Rotterdam                                                                  |                       |               |                         | De Groot (46' Weimar), Brandau (46' De Ridder), Verspaget (46' Heijblom), Kagenaar (35' Van der Sluijs), De Graaf (46' Van Son), Van den Goorbergh (46' Obispo), Ypema (68' Van den Goorbergh), Boshuizen, Van de Ven (68' Vrij), Schneijderberg (68' De Graaf), Van de Lavoir | Schamp, Lievens (46' Martens ), Broothaers, Verdonck, Gerrits, Decabooter, Capiau, Boutiebi (46' Schapdryver), Matavkova, Ouzraoui, Vanmechelen |  |
| Afwezig: Koopman (interlandverplichtingen), Ellouzi, Rijsdijk, Hendriks, Conijnenberg, Cobussen |                       |               |                         | | |  |

| 19 augustus 2022, 19:30 uur          | Feyenoord                                                                               | 6 – 2 (1 – 2) | Ter Leede        | Opstelling Feyenoord | Opstelling Ter Leede |  |
| Stadion: Varkenoord, Rotterdam       | Van den Goorbergh 33' Van de Lavoir 50' Schneijderberg 63', 67', 90' (pen.) Ellouzi 75' |               | 32' (pen.) 45+1' | Weimar (46' De Groot), Brandau, Ypema (46' Conijnenberg), Verspaget, De Ridder (46' Obispo), Van den Goorbergh, De Graaf, Ellouzi (79' Rijsdijk), Schneijderberg, Van de Lavoir (79' Van der Sluijs), Van de Ven | Onbekend             |  |
| Stadion: Varkenoord, Rotterdam       |                                                                                         |               |                  | Weimar (46' De Groot), Brandau, Ypema (46' Conijnenberg), Verspaget, De Ridder (46' Obispo), Van den Goorbergh, De Graaf, Ellouzi (79' Rijsdijk), Schneijderberg, Van de Lavoir (79' Van der Sluijs), Van de Ven | Onbekend             |  |
| Stadion: Varkenoord, Rotterdam       |                                                                                         |               |                  | Weimar (46' De Groot), Brandau, Ypema (46' Conijnenberg), Verspaget, De Ridder (46' Obispo), Van den Goorbergh, De Graaf, Ellouzi (79' Rijsdijk), Schneijderberg, Van de Lavoir (79' Van der Sluijs), Van de Ven | Onbekend             |  |
| Afwezig: Boshuizen, Bennink, Koopman |                                                                                         |               |                  | |                      |  |

| 2 september 2022, 19:30 uur    | Feyenoord                               | 3 – 0 (1 – 0) | SV Saestum | Opstelling Feyenoord | Opstelling SV Saestum |  |
| Stadion: Varkenoord, Rotterdam | Van den Goorbergh 43' Cobussen 83', 87' |               |            | Weimar, Brandau, Ypema, Verspaget, De Graaf, Van den Goorbergh, Boshuizen (55' Obispo), Van de Ven, Bennink (34' Van de Lavoir), Schneijderberg (46' Rijsdijk), Ellouzi (67' Cobussen) | Onbekend              |  |
| Stadion: Varkenoord, Rotterdam |                                         |               |            | Weimar, Brandau, Ypema, Verspaget, De Graaf, Van den Goorbergh, Boshuizen (55' Obispo), Van de Ven, Bennink (34' Van de Lavoir), Schneijderberg (46' Rijsdijk), Ellouzi (67' Cobussen) | Onbekend              |  |
| Stadion: Varkenoord, Rotterdam |                                         |               |            | Weimar, Brandau, Ypema, Verspaget, De Graaf, Van den Goorbergh, Boshuizen (55' Obispo), Van de Ven, Bennink (34' Van de Lavoir), Schneijderberg (46' Rijsdijk), Ellouzi (67' Cobussen) | Onbekend              |  |
| Afwezig: Koopman               |                                         |               |            | |                       |  |

| 6 september 2022                | PSV | 1 – 2 (0 – 2) | Feyenoord                      | Opstelling PSV | Opstelling Feyenoord |  |
| Stadion: De Herdgang, Eindhoven | 84' |               | 16' Bennink 38' Schneijderberg | Onbekend       | Weimar, Brandau (66' Obispo), Verspaget, Ypema, De Graaf, Boshuizen (66' Conijnenberg), Van den Goorbergh (86' De Ridder), Van de Ven (55' Cobussen), Bennink (55' Van de Lavoir), Ellouzi (46' Rijsdijk, Schneijderberg (46' Koopman) |  |
| Stadion: De Herdgang, Eindhoven |     |               |                                | Onbekend       | Weimar, Brandau (66' Obispo), Verspaget, Ypema, De Graaf, Boshuizen (66' Conijnenberg), Van den Goorbergh (86' De Ridder), Van de Ven (55' Cobussen), Bennink (55' Van de Lavoir), Ellouzi (46' Rijsdijk, Schneijderberg (46' Koopman) |  |
| Stadion: De Herdgang, Eindhoven |     |               |                                | Onbekend       | Weimar, Brandau (66' Obispo), Verspaget, Ypema, De Graaf, Boshuizen (66' Conijnenberg), Van den Goorbergh (86' De Ridder), Van de Ven (55' Cobussen), Bennink (55' Van de Lavoir), Ellouzi (46' Rijsdijk, Schneijderberg (46' Koopman) |  |
|                                 |     |               |                                |                | |  |

| 11 januari 2023, 17:00 uur                | Levante UD | 1 – 1 (0 – 1) | Feyenoord | Opstelling Levante UD | Opstelling Feyenoord |  |
| Stadion: Ciudad Deportiva de Buñol, Buñol | Goal       |               | Rijsdijk  | Onbekend              | Onbekend             |  |
| Stadion: Ciudad Deportiva de Buñol, Buñol |            |               |           | Onbekend              | Onbekend             |  |
| Stadion: Ciudad Deportiva de Buñol, Buñol |            |               |           | Onbekend              | Onbekend             |  |
|                                           |            |               |           |                       |                      |  |

### STEKA-Cup
De wedstrijden op het STEKA-Cup toernooi duurden 45 en 30 minuten. Koopman was afwezig.
| Pos | Team          | Wed | W | G | V | Ptn | DV | DT | +/− | Kwalificatie               |
| --- | ------------- | --- | - | - | - | --- | -- | -- | --- | -------------------------- |
| 1   | Feyenoord     | 2   | 2 | 0 | 0 | 6   | 3  | 0  | +3  | Door naar de halve finales |
| 2   | SV Elversberg | 2   | 1 | 0 | 1 | 3   | 1  | 1  | 0   | Door naar de halve finales |
| 3   | VfL Wolfsburg | 2   | 0 | 0 | 2 | 0   | 0  | 3  | −3  | Wedstrijd om 5e/6e plaats  |
| 4   | Luxemburg     | 0   | 0 | 0 | 0 | 0   | 0  | 0  | 0   |                            |

|                                        |                              |       |                  |                                 |
| 13 augustus 2022 12:00 (UTC+2) Groep A | Feyenoord                    | 2 – 0 | VfL Wolfsburg II | Sportpark Schleidweiler, Zemmer |
| 13 augustus 2022 12:00 (UTC+2) Groep A | Schneijderberg Van de Lavoir |       |                  | Sportpark Schleidweiler, Zemmer |

|                                        |              |       |               |                                 |
| 13 augustus 2022 14:15 (UTC+2) Groep A | Feyenoord    | 1 – 0 | SV Elversberg | Sportpark Schleidweiler, Zemmer |
| 13 augustus 2022 14:15 (UTC+2) Groep A | Conijnenberg |       |               | Sportpark Schleidweiler, Zemmer |

|                                             |           |             |              |                                 |
| 13 augustus 2022 16:35 (UTC+2) Halve finale | Feyenoord | 0 – 1       | ADO Den Haag | Sportpark Schleidweiler, Zemmer |
| 13 augustus 2022 16:35 (UTC+2) Halve finale |           | 19' Viehoff |              | Sportpark Schleidweiler, Zemmer |

|                                             |               |       |               |                                 |
| 13 augustus 2022 16:35 (UTC+2) Troostfinale | Feyenoord     | 0 – 0 | SV Elversberg | Sportpark Schleidweiler, Zemmer |
| 13 augustus 2022 16:35 (UTC+2) Troostfinale |               |       |               | Sportpark Schleidweiler, Zemmer |
| 13 augustus 2022 16:35 (UTC+2) Troostfinale | Strafschoppen |       |               | Sportpark Schleidweiler, Zemmer |
| 13 augustus 2022 16:35 (UTC+2) Troostfinale | 4 – 2         |       |               | Sportpark Schleidweiler, Zemmer |

## Eredivisie

### Stand
| Pos | Team            | Wed | W  | G | V  | Ptn | DV | DT | +/− | Kwalificatie                           |
| --- | --------------- | --- | -- | - | -- | --- | -- | -- | --- | -------------------------------------- |
| 1   | Ajax (K)        | 20  | 18 | 1 | 1  | 55  | 67 | 15 | +52 | 1e ronde UEFA Women's Champions League |
| 2   | FC Twente (C)   | 20  | 18 | 0 | 2  | 54  | 81 | 6  | +75 | 1e ronde UEFA Women's Champions League |
| 3   | Fortuna Sittard | 20  | 11 | 3 | 6  | 36  | 49 | 27 | +22 |                                        |
| 4   | PSV             | 20  | 11 | 2 | 7  | 35  | 36 | 23 | +13 |                                        |
| 5   | ADO Den Haag    | 20  | 10 | 2 | 8  | 32  | 42 | 21 | +21 |                                        |
| 6   | PEC Zwolle      | 20  | 7  | 5 | 8  | 26  | 26 | 37 | −11 |                                        |
| 7   | Feyenoord       | 20  | 6  | 6 | 8  | 24  | 18 | 24 | −6  |                                        |
| 8   | sc Heerenveen   | 20  | 7  | 1 | 12 | 22  | 24 | 56 | −32 |                                        |
| 9   | VV Alkmaar      | 20  | 3  | 3 | 14 | 12  | 11 | 55 | −44 |                                        |
| 10  | Telstar         | 20  | 3  | 3 | 14 | 12  | 18 | 65 | −47 |                                        |
| 11  | Excelsior       | 20  | 2  | 2 | 16 | 8   | 14 | 57 | −43 |                                        |

### Statistieken
| Tegenstander | ADO    | AJA   | ALK   | EXC    | FOR   | HEE    | PEC    | PSV    | TEL    | TWE   | Punten |
| ------------ | ------ | ----- | ----- | ------ | ----- | ------ | ------ | ------ | ------ | ----- | ------ |
| Thuis        | 24 maa | 0 – 4 | 3 – 0 | 2 – 1  | 0 – 4 | 10 feb | 30 apr | 31 maa | 2 – 1  | 0 – 1 | 9      |
| Uit          | 0 – 2  | 5 maa | 3 feb | 21 apr | 0 – 1 | 1 – 0  | 0 – 0  | 3 – 1  | 10 maa | 7 mei | 7      |
| Punten       | 3      | 0     | 3     | 3      | 3     | 0      | 1      | 0      | 3      | 0     | 16     |

| Speelronde                  | 1  | 2  | 3  | 4  | 5  | 6  | 7  | 8  | 9  | 10 | 11 | 12 | 13 | 14 | 15 | 16 | 17 | 18 | 19 | 20 | Totaal |
| --------------------------- | -- | -- | -- | -- | -- | -- | -- | -- | -- | -- | -- | -- | -- | -- | -- | -- | -- | -- | -- | -- | ------ |
| Aantal punten na speelronde | 3  | 6  | 9  | 12 | 13 | 13 | 13 | 13 | 13 | 16 | 16 |    |    |    |    |    |    |    |    |    | 16     |
| Doelsaldo na speelronde     | +1 | +2 | +3 | +6 | +6 | +2 | +1 | -1 | -2 | 0  | -4 |    |    |    |    |    |    |    |    |    | 0      |
| Stand na speelronde         | 4e | 3e | 1e | 1e | 1e | 4e | 4e | 6e | 6e | 6e | 6e |    |    |    |    |    |    |    |    |    | 6e     |

### Wedstrijden
| Speelronde 1                                                                        | Feyenoord                                                                                           | 2 – 1 (1 – 1)    | Excelsior | Opstelling Feyenoord |
| 16 september 2022 Aanvangstijd: 19.30 uur Plaats: Rotterdam Sportcomplex Varkenoord | Maxime Bennink 21' Sabrine Ellouzi 40' Pia Rijsdijk 68'                                             | Wedstrijdverslag | 3' (e.d.) Amber Verspaget 42' Naomi Piqué 76' Rachelle Ardon                                                              | Weimar, De Graaf, Ypema ( 60' Obispo), Verspaget, Brandau, Van den Goorbergh, Boshuizen, Van de Ven ( 90' Schneijderberg), Bennink ( 71' Van de Lavoir), Ellouzi ( 60' Rijsdijk), Cobussen ( 60' Koopman)         |
| Speelronde 2                                                                        | Fortuna Sittard                                                                                     | 0 – 1 (0 – 1)    | Feyenoord | Opstelling Feyenoord |
| 25 september 2022 Aanvangstijd: 12.15 uur Plaats: Sittard Fortuna Sittard Stadion   | | Wedstrijdverslag | 45' Cheyenne van den Goorbergh 71' Annouk Boshuizen                                                                       | Weimar, De Graaf, Ypema, Verspaget, Brandau, Van den Goorbergh, Boshuizen, Van de Ven ( 75' Schneijderberg), Bennink ( 90+3' Obispo), Ellouzi ( 57' Rijsdijk), Cobussen ( 57' Koopman)                            |
| Speelronde 3                                                                        | Feyenoord                                                                                           | 2 – 1 (2 – 1)    | Telstar | Opstelling Telstar |
| 30 september 2022 Aanvangstijd: 19.30 uur Plaats: Rotterdam Sportcomplex Varkenoord | Sanne Koopman 13' Zoï van de Ven 21' Sophie Cobussen 90+1'                                          | Wedstrijdverslag | 45+2' Anna van der Vlist 59' Annemiek Kruijthof                                                                           | Weimar, De Graaf, Ypema, Verspaget, Brandau ( 68' Obispo), Van den Goorbergh, Boshuizen, Van de Ven, Bennink ( 84' Schneijderberg), Ellouzi ( 68' Rijsdijk), Koopman ( 80' Cobussen)                              |
| Speelronde 4                                                                        | Feyenoord                                                                                           | 3 – 0 (1 – 0)    | VV Alkmaar | Opstelling Feyenoord |
| 16 oktober 2022 Aanvangstijd: 12.15 uur Plaats: Rotterdam Sportcomplex Varkenoord   | Maxime Bennink 23', 46' Esmee de Graaf 55'                                                          | Wedstrijdverslag | 13' Karlijn Woons 32' Isa Colin                                                                                           | Weimar, De Graaf, Ypema, Verspaget, Brandau ( 89' Obispo), Van den Goorbergh, Boshuizen, Van de Ven ( 76' Van de Lavoir), Bennink, Ellouzi, Koopman                                                               |
| Speelronde 5                                                                        | PEC Zwolle                                                                                          | 0 – 0 (0 – 0)    | Feyenoord | Opstelling Feyenoord |
| 23 oktober 2022 Aanvangstijd: 12.15 uur Plaats: Zwolle MAC³PARK stadion             | | Wedstrijdverslag | 63' Cheyenne van den Goorbergh                                                                                            | Weimar, De Graaf, Ypema, Verspaget, Brandau, Van den Goorbergh, Boshuizen ( 55' Obispo), Van de Ven ( 55' Van de Lavoir), Bennink, Ellouzi ( 55' Rijsdijk), Koopman ( 78' Cobussen)                               |
| Speelronde 7                                                                        | Feyenoord                                                                                           | 0 – 4 (0 – 1)    | AFC Ajax | Opstelling Feyenoord |
| 6 november 2022 Aanvangstijd: 12.15 uur Plaats: Rotterdam Sportcomplex Varkenoord   | | Wedstrijdverslag | 44', 57' T. Hoekstra 53' Romée Leuchter 90+2' (e.d.) Isa Kagenaar                                                         | Weimar, De Graaf ( 78' Kagenaar), Ypema, Verspaget, Brandau ( 78' Obispo), Van den Goorbergh, Boshuizen ( 55' Obispo), Van de Ven ( 65' Cobussen), Bennink ( 65' Rijsdijk), Ellouzi, Koopman ( 82' Van de Lavoir) |
| Speelronde 8                                                                        | sc Heerenveen                                                                                       | 1 – 0 (0 – 0)    | Feyenoord | Opstelling Feyenoord |
| 20 november 2022 Aanvangstijd: 12.15 uur Plaats: Heerenveen Sportpark Skoatterwald  | Nina Nijstad 66'                                                                                    | Wedstrijdverslag | | Weimar, De Graaf, Ypema, Verspaget, Brandau, Van de Lavoir ( 69' Van den Goorbergh, Boshuizen ( 55' Obispo), Van de Ven ( 69' Kagenaar), Bennink ( 75' Cobussen), Ellouzi] ( 46' Rijsdijk), Koopman               |
| Speelronde 9                                                                        | PSV                                                                                                 | 3 – 1 (1 – 0)    | Feyenoord | Opstelling Feyenoord |
| 27 november 2022 Aanvangstijd: 14.30 uur Plaats: Eindhoven Philips Stadion          | Zera Hulswit 22', 78' Inessa Kaagman 87'                                                            | Wedstrijdverslag | 10' Maxime Bennink 42' Esmee de Graaf 71' Justine Brandau 73' Maxime Bennink                                              | Weimar, De Graaf, Ypema, Verspaget, Brandau, Van de Lavoir ( 87' Kagenaar), Boshuizen, Van den Goorbergh, Bennink ( 79' Cobussen), Rijsdijk ( 71' Ellouzi), Koopman                                               |
| Speelronde 10                                                                       | Feyenoord                                                                                           | 0 – 1 (0 – 1)    | FC Twente | Opstelling Feyenoord |
| 2 december 2022 Aanvangstijd: 19.30 uur Plaats: Rotterdam Sportcomplex Varkenoord   | 66' Amber Verspaget 76' Sanne Koopman                                                               | Wedstrijdverslag | 24' Fenna Kalma | Weimar, De Graaf, Ypema, Verspaget ( 81' Conijnenberg), Brandau, Van de Lavoir ( 70' Van de Ven), Boshuizen, Van den Goorbergh, Bennink, Rijsdijk ( 70' Ellouzi), Koopman                                         |
| Speelronde 12                                                                       | ADO Den Haag                                                                                        | 0 – 2 (0 – 2)    | Feyenoord | Opstelling Feyenoord |
| 8 december 2023 Aanvangstijd: 19.30 uur Plaats: Den Haag Bingoal Stadion            | | Wedstrijdverslag | 24' Pia Rijsdijk 39' Cheyenne van den Goorbergh                                                                           | De Groot, De Graaf, Ypema ( 46' Conijnenberg), Verspaget, Brandau, Boshuizen, Van den Goorbergh, Van de Lavoir ( 78' Hendriks), Bennink, Koopman, Rijsdijk ( 56' Ellouzi)                                         |
| Speelronde 13                                                                       | Feyenoord                                                                                           | 0 – 4 (0 – 2)    | Fortuna Sittard | Opstelling Feyenord |
| 29 januari 2023 Aanvangstijd: 12.15 uur Plaats: Rotterdam Sportcomplex Varkenoord   | Annouk Boshuizen 15' Cheyenne van den Goorbergh 23' Amber Verspaget 51'                             | Wedstrijdverslag | 7' Amber van Heeswijk 32', 69' Tessa Wullaert 58' Alieke Tuin                                                             | Weimar, De Graaf, Ypema, Verspaget, Brandau, Boshuizen ( 72' Hendriks), Van den Goorbergh, Van de Ven ( 80' Cobussen), Bennink, Rijsdijk ( 72' Ellouzi), Van de Lavoir ( 61' Koopman)                             |
| Speelronde 14                                                                       | VV Alkmaar                                                                                          | 0 – 0 (0 – 0)    | Feyenoord | Opstelling Feyenoord |
| 3 februari 2023 Aanvangstijd: 19.30 uur Plaats: Alkmaar Sportpark Robonsbosweg      | | Wedstrijdverslag | 56' Zoï van de Ven | Weimar, De Graaf, Ypema, Verspaget, Brandau, Boshuizen, Van den Goorbergh, Van de Ven, Bennink, Rijsdijk ( 64' Ellouzi), Van de Lavoir                                                                            |
| Speelronde 15                                                                       | Feyenoord                                                                                           | 1 – 2 (0 – 0)    | sc Heerenveen | Opstelling Feyenoord |
| 10 februari 2023 Aanvangstijd: 19.30 uur Plaats: Rotterdam Sportcomplex Varkenoord  | Zoï van de Ven 47' Annouk Boshuizen 85'                                                             | Wedstrijdverslag | | Weimar, De Graaf, Ypema, Verspaget, Brandau, Boshuizen, Van de Ven ( 82' Conijnenberg), Koopman ( 55' Hendriks), Bennink, Rijsdijk ( 69' Cobussen), Van de Lavoir ( 46' Ellouzi)                                  |
| Speelronde 16                                                                       | Ajax                                                                                                | 1 – 1 (0 – 0)    | Feyenoord | Opstelling Feyenoord |
| 4 maart 2023 Aanvangstijd: 16.30 uur Plaats: Amsterdam Johan Cruijff Arena          | Ashleigh Weerden 50'                                                                                | Wedstrijdverslag | 42' Amber Verspaget 48' Maxime Bennink 76' Zoï van de Ven 88' Annouk Boshuizen 90' Jada Conijnenberg 90+1' Esmee de Graaf | Weimar, Baptiste, Ypema, Obispo, Brandau, Van den Goorbergh ( 76' Boshuizen), Van de Ven, Verspaget, De Graaf, Rijsijk ( 62' Ellouzi, Bennink, Rijsdijk ( 76' Conijnenberg)                                       |
| Speelronde 17                                                                       | Telstar                                                                                             | 1 – 1 (0 – 1)    | Feyenoord | Opstelling Feyenoord |
| 12 maart 2023 Aanvangstijd: 12.15 uur Plaats: Velsen-Zuid 711 Stadion               | Isa Gomez 90+2'                                                                                     | Wedstrijdverslag | 32' Amber Verspaget | Weimar, Baptiste ( 77' Kagenaar), Ypema, Obispo, Brandau, Van den Goorbergh, Van de Ven, Verspaget, De Graaf, Rijsijk ( 62' Koopman, Bennink ( 67' Ellouzi)                                                       |
| Speelronde 18                                                                       | Feyenoord                                                                                           | 1 – 0 (0 – 0)    | ADO Den Haag | Opstelling Feyenoord |
| 24 maart 2023 Aanvangstijd: 19.30 uur Plaats: Rotterdam Sportcomplex Varkenoord     | Esmee de Graaf 83' Justine Brandau 85' Amber Verspaget 90' Sabrine Ellouzi 90+5'                    | Wedstrijdverslag | 70' Louise van Oosten 85' Pleun Raaijmakers                                                                               | Weimar, Baptiste, Ypema, Obispo, Brandau, Van den Goorbergh ( 66' Boshuizen), Van de Ven, Verspaget, De Graaf, Cobussen ( 61' Ellouzi, Koopman ( 79' Conijnenberg)                                                |
| Speelronde 19                                                                       | Feyenoord                                                                                           | 1 – 1 (1 – 0)    | PSV | Opstelling Feyenoord |
| 31 maart 2023 Aanvangstijd: 19.30 uur Plaats: Rotterdam Sportcomplex Varkenoord     | Esmee de Graaf 11' Justine Brandau 57'                                                              | Wedstrijdverslag | 41' Siri Worm 61' Zera Hulswit                                                                                            | Weimar, Baptiste ( 72' Kagenaar), Ypema, Obispo, Brandau, Van den Goorbergh, Van de Ven ( 80' Conijnenberg), Verspaget, De Graaf, Koopman ( 64' Ellouzi, Bennink                                                  |
| Speelronde 20                                                                       | Excelsior                                                                                           | 1 – 0 (0 – 0)    | Feyenoord | Opstelling Feyenoord |
| 23 april 2023 Aanvangstijd: 12.15 uur Plaats: Rotterdam Van Donge & De Roo Stadion  | Chelsea Homan 73' Katelyn Hendriks 76'                                                              | Wedstrijdverslag | | Weimar, Baptiste ( 46' Kagenaar), Ypema, Verspaget, Brandau, Koopman ( 68' Obispo), Van de Ven, Verspaget, De Graaf, Ellouzi ( 68' Conijnenberg), Bennink ( 78' Cobussen)                                         |
| Speelronde 21                                                                       | Feyenoord                                                                                           | 1 – 1 (1 – 1)    | PEC Zwolle | Opstelling Feyenoord |
| 28 april 2023 Aanvangstijd: 19.30 uur Plaats: Rotterdam Sportcomplex Varkenoord     | Esmee de Graaf 63' 77' Cheyenne van den Goorbergh 89'                                               | Wedstrijdverslag | 70' (pen.) Danique Noordman                                                                                               | Weimar, Baptiste ( 71' Kagenaar), Ypema, Obispo, Brandau, Van den Goorbergh, Verspaget, Van de Ven ( 80' Koopman), De Graaf, Ellouzi ( 71' Conijnenberg), Bennink                                                 |
| Speelronde 22                                                                       | FC Twente                                                                                           | 2 – 1 (1 – 1)    | Feyenoord | Opstelling Feyenoord |
| 7 mei 2023 Aanvangstijd: 14.30 uur Plaats: Enschede De Grolsch Veste                | Fenna Kalma 18' (p.) Renate Jansen 31' Kim Everaerts 69' Wieke Kaptein 76' Daphne van Domselaar 89' | Wedstrijdverslag | 14' Sabrine Ellouzi 44' Amber Verspaget 44' Justine Brandau                                                               | Weimar, Baptiste ( 46' Kagenaar), Ypema, Obispo, Brandau, Boshuizen, Verspaget, Koopman ( 68' Conijnenberg), De Graaf, Ellouzi ( 68' Rijsdijk), Bennink ( 89' Cobussen)                                           |

### Uitgebreide wedstrijdverslagen
| Speelronde 1: 16 september 2022, 19:30u                                      | Feyenoord                | 2 – 1 (1 – 1) | Excelsior  | Opstelling Feyenoord | Opstelling Excelsior |  |
| Stadion: Varkenoord, Rotterdam Toeschouwers: 300 Scheidsrechter: Melvin Vink | Bennink 21' Rijsdijk 68' |               | 3' Breewel | Weimar, De Graaf, Ypema (59' Obispo), Verspaget, Brandau, Boshuizen , Van den Goorbergh, Van de Ven, Cobussen (59' Koopman), Ellouzi 40' (59' Rijsdijk), Bennink (71' Van de Lavoir) | Pothof, Ridder , Kleine 76', Piqué 42', Mol, Coelho Aurélio, Van Vliet, Groenewegen (68' Van Goch), Hop, Breewel (68' Gumbs), Van Bokhoven |  |
| Stadion: Varkenoord, Rotterdam Toeschouwers: 300 Scheidsrechter: Melvin Vink |                          |               |            | Weimar, De Graaf, Ypema (59' Obispo), Verspaget, Brandau, Boshuizen , Van den Goorbergh, Van de Ven, Cobussen (59' Koopman), Ellouzi 40' (59' Rijsdijk), Bennink (71' Van de Lavoir) | Pothof, Ridder , Kleine 76', Piqué 42', Mol, Coelho Aurélio, Van Vliet, Groenewegen (68' Van Goch), Hop, Breewel (68' Gumbs), Van Bokhoven |  |
| Stadion: Varkenoord, Rotterdam Toeschouwers: 300 Scheidsrechter: Melvin Vink |                          |               |            | Weimar, De Graaf, Ypema (59' Obispo), Verspaget, Brandau, Boshuizen , Van den Goorbergh, Van de Ven, Cobussen (59' Koopman), Ellouzi 40' (59' Rijsdijk), Bennink (71' Van de Lavoir) | Pothof, Ridder , Kleine 76', Piqué 42', Mol, Coelho Aurélio, Van Vliet, Groenewegen (68' Van Goch), Hop, Breewel (68' Gumbs), Van Bokhoven |  |
|                                                                              |                          |               |            | | |  |

| Speelronde 2: 25 september 2022, 12:15u                                                     | Fortuna Sittard | 0 – 1 (0 – 1) | Feyenoord             | Opstelling Fortuna Sittard | Opstelling Feyenoord |  |
| Stadion: Fortuna Sittard Stadion, Sittard Toeschouwers: 1.237 Scheidsrechter: Pascal Smeenk |                 |               | 45' Van den Goorbergh | Lemey, Van Koot, Knol, Van Diemen, Antonsdóttir (83' Wolters), Foederer, Van Heeswijk, Delacauw, Tuin (61' Hulst), Wullaert , Teulings (70' Huizenga) | Weimar, De Graaf, Ypema, Verspaget, Brandau, Boshuizen 71', Van de Ven (75' Schneijderberg), Van den Goorbergh, Ellouzi (56' Rijsdijk), Cobussen (56' Koopman), Bennink (90+2' Obispo) |  |
| Stadion: Fortuna Sittard Stadion, Sittard Toeschouwers: 1.237 Scheidsrechter: Pascal Smeenk |                 |               |                       | Lemey, Van Koot, Knol, Van Diemen, Antonsdóttir (83' Wolters), Foederer, Van Heeswijk, Delacauw, Tuin (61' Hulst), Wullaert , Teulings (70' Huizenga) | Weimar, De Graaf, Ypema, Verspaget, Brandau, Boshuizen 71', Van de Ven (75' Schneijderberg), Van den Goorbergh, Ellouzi (56' Rijsdijk), Cobussen (56' Koopman), Bennink (90+2' Obispo) |  |
| Stadion: Fortuna Sittard Stadion, Sittard Toeschouwers: 1.237 Scheidsrechter: Pascal Smeenk |                 |               |                       | Lemey, Van Koot, Knol, Van Diemen, Antonsdóttir (83' Wolters), Foederer, Van Heeswijk, Delacauw, Tuin (61' Hulst), Wullaert , Teulings (70' Huizenga) | Weimar, De Graaf, Ypema, Verspaget, Brandau, Boshuizen 71', Van de Ven (75' Schneijderberg), Van den Goorbergh, Ellouzi (56' Rijsdijk), Cobussen (56' Koopman), Bennink (90+2' Obispo) |  |
|                                                                                             |                 |               |                       | | |  |

| Speelronde 3: 30 september 2022, 19:30u                                          | Feyenoord                  | 2 – 1 (2 – 1) | Telstar             | Opstelling Feyenoord | Opstelling Telstar |  |
| Stadion: Varkenoord, Rotterdam Toeschouwers: 500 Scheidsrechter: Dick van Egmond | Koopman 13' Van de Ven 21' |               | 45+2' Van der Vlist | Weimar, De Graaf, Ypema, Verspaget, Brandau (68' Obispo), Boshuizen , Van den Goorbergh, Koopman (80' Cobussen 90+1'), Van de Ven, Ellouzi (68' Rijsdijk), Bennink (84' Schneijderberg) | Steen, Donker, Hermans, Ursem (63' Wierda), Van Zelst (64' Vader), Van der Vlist (76' Vis), Kruijthof 59', Bruinenberg , Coady, Prins, Hassani |  |
| Stadion: Varkenoord, Rotterdam Toeschouwers: 500 Scheidsrechter: Dick van Egmond |                            |               |                     | Weimar, De Graaf, Ypema, Verspaget, Brandau (68' Obispo), Boshuizen , Van den Goorbergh, Koopman (80' Cobussen 90+1'), Van de Ven, Ellouzi (68' Rijsdijk), Bennink (84' Schneijderberg) | Steen, Donker, Hermans, Ursem (63' Wierda), Van Zelst (64' Vader), Van der Vlist (76' Vis), Kruijthof 59', Bruinenberg , Coady, Prins, Hassani |  |
| Stadion: Varkenoord, Rotterdam Toeschouwers: 500 Scheidsrechter: Dick van Egmond |                            |               |                     | Weimar, De Graaf, Ypema, Verspaget, Brandau (68' Obispo), Boshuizen , Van den Goorbergh, Koopman (80' Cobussen 90+1'), Van de Ven, Ellouzi (68' Rijsdijk), Bennink (84' Schneijderberg) | Steen, Donker, Hermans, Ursem (63' Wierda), Van Zelst (64' Vader), Van der Vlist (76' Vis), Kruijthof 59', Bruinenberg , Coady, Prins, Hassani |  |
|                                                                                  |                            |               |                     | | |  |

| Speelronde 4: 16 oktober 2022, 12:15u                                            | Feyenoord                     | 3 – 0 (1 – 0) | VV Alkmaar | Opstelling Feyenoord | Opstelling VV Alkmaar |  |
| Stadion: Varkenoord, Rotterdam Toeschouwers: 200 Scheidsrechter: Robbie Tiesinga | Bennink 23', 46' De Graaf 55' |               |            | Weimar, De Graaf, Ypema, Verspaget, Brandau (89' Obispo), Boshuizen , Van de Ven (76' Van de Lavoir), Van den Goorbergh, Koopman, Ellouzi, Bennink | Puck Louwes, Mol 13' (64' Mollink), Woons, Stoop , Caprino, Roosjen, Colin 32' (74' Maass), De Vette, Banarsie, Van der Most, Zijp (74' Spaan) |  |
| Stadion: Varkenoord, Rotterdam Toeschouwers: 200 Scheidsrechter: Robbie Tiesinga |                               |               |            | Weimar, De Graaf, Ypema, Verspaget, Brandau (89' Obispo), Boshuizen , Van de Ven (76' Van de Lavoir), Van den Goorbergh, Koopman, Ellouzi, Bennink | Puck Louwes, Mol 13' (64' Mollink), Woons, Stoop , Caprino, Roosjen, Colin 32' (74' Maass), De Vette, Banarsie, Van der Most, Zijp (74' Spaan) |  |
| Stadion: Varkenoord, Rotterdam Toeschouwers: 200 Scheidsrechter: Robbie Tiesinga |                               |               |            | Weimar, De Graaf, Ypema, Verspaget, Brandau (89' Obispo), Boshuizen , Van de Ven (76' Van de Lavoir), Van den Goorbergh, Koopman, Ellouzi, Bennink | Puck Louwes, Mol 13' (64' Mollink), Woons, Stoop , Caprino, Roosjen, Colin 32' (74' Maass), De Vette, Banarsie, Van der Most, Zijp (74' Spaan) |  |
|                                                                                  |                               |               |            | | |  |

| Speelronde 5: 23 oktober 2022, 12:15u                                         | PEC Zwolle | 0 – 0 (0 – 0) | Feyenoord | Opstelling PEC Zwolle | Opstelling Feyenoord |  |
| Stadion: MAC³PARK stadion, Zwolle Toeschouwers: 2.900 Scheidsrechter: Max Kok |            |               |           | Van der Flier, Vliek, Pruim , Rutgers, Bouzerrade (76' Nassette), Tiemens, Van Bentem, Noordman, Walk, Maatman (70' Heijne), Van Olst (33' Van de Velde (76' Te Wierik)) | Weimar, De Graaf, Ypema, Verspaget, Brandau, Boshuizen (56' Obispo), Van de Ven (56' Van de Lavoir), Van den Goorbergh 63', Koopman (78' Cobussen), Ellouzi (57' Rijsdijk), Bennink |  |
| Stadion: MAC³PARK stadion, Zwolle Toeschouwers: 2.900 Scheidsrechter: Max Kok |            |               |           | Van der Flier, Vliek, Pruim , Rutgers, Bouzerrade (76' Nassette), Tiemens, Van Bentem, Noordman, Walk, Maatman (70' Heijne), Van Olst (33' Van de Velde (76' Te Wierik)) | Weimar, De Graaf, Ypema, Verspaget, Brandau, Boshuizen (56' Obispo), Van de Ven (56' Van de Lavoir), Van den Goorbergh 63', Koopman (78' Cobussen), Ellouzi (57' Rijsdijk), Bennink |  |
| Stadion: MAC³PARK stadion, Zwolle Toeschouwers: 2.900 Scheidsrechter: Max Kok |            |               |           | Van der Flier, Vliek, Pruim , Rutgers, Bouzerrade (76' Nassette), Tiemens, Van Bentem, Noordman, Walk, Maatman (70' Heijne), Van Olst (33' Van de Velde (76' Te Wierik)) | Weimar, De Graaf, Ypema, Verspaget, Brandau, Boshuizen (56' Obispo), Van de Ven (56' Van de Lavoir), Van den Goorbergh 63', Koopman (78' Cobussen), Ellouzi (57' Rijsdijk), Bennink |  |
|                                                                               |            |               |           | | |  |

| Speelronde 6: 6 november 2022, 12:15u                                                 | Feyenoord | 0 – 4 (0 – 1) | AFC Ajax                                             | Opstelling Feyenoord | Opstelling AFC Ajax |  |
| Stadion: Varkenoord, Rotterdam Toeschouwers: 2.200 Scheidsrechter: Lizzy van der Halm |           |               | 44', 57' Hoekstra 53' Leuchter 90+2' (e.d.) Kagenaar | Weimar, De Graaf (78' Kagenaar), Ypema, Verspaget, Brandau (78' Obispo), Boshuizen , Van den Goorbergh, Koopman (82' Van de Lavoir), Van de Ven (65' Cobussen), Ellouzi, Bennink (65' Rijsdijk) | Kop, Noordam, De Sanders, Doorn (86' Van der Veen), Weerden, Sabajo (88' Van Gool), Spitse , Pelova (67' Bakker), Grant (85' Tromp), Leuchter, Hoekstra |  |
| Stadion: Varkenoord, Rotterdam Toeschouwers: 2.200 Scheidsrechter: Lizzy van der Halm |           |               |                                                      | Weimar, De Graaf (78' Kagenaar), Ypema, Verspaget, Brandau (78' Obispo), Boshuizen , Van den Goorbergh, Koopman (82' Van de Lavoir), Van de Ven (65' Cobussen), Ellouzi, Bennink (65' Rijsdijk) | Kop, Noordam, De Sanders, Doorn (86' Van der Veen), Weerden, Sabajo (88' Van Gool), Spitse , Pelova (67' Bakker), Grant (85' Tromp), Leuchter, Hoekstra |  |
| Stadion: Varkenoord, Rotterdam Toeschouwers: 2.200 Scheidsrechter: Lizzy van der Halm |           |               |                                                      | Weimar, De Graaf (78' Kagenaar), Ypema, Verspaget, Brandau (78' Obispo), Boshuizen , Van den Goorbergh, Koopman (82' Van de Lavoir), Van de Ven (65' Cobussen), Ellouzi, Bennink (65' Rijsdijk) | Kop, Noordam, De Sanders, Doorn (86' Van der Veen), Weerden, Sabajo (88' Van Gool), Spitse , Pelova (67' Bakker), Grant (85' Tromp), Leuchter, Hoekstra |  |
|                                                                                       |           |               |                                                      | | |  |

| Speelronde 7: 20 november 2022, 12:15u                                                    | sc Heerenveen | 1 – 0 (0 – 0) | Feyenoord | Opstelling sc Heerenveen | Opstelling Feyenoord |  |
| Stadion: Sportpark Skoatterwâld, Heerenveen Toeschouwers: 150 Scheidsrechter: Dennis Smit | Nijstad 66'   |               |           | Resink, Theocharis (74' Werther), Van Vilsteren, Ruiter, Bormans, Teijema, Makken, Buikema, Nijstad , Ennema, Van Beijeren (75' De Haas) | Weimar, De Graaf, Ypema, Verspaget, Obispo, Boshuizen , Van de Ven (68' Kagenaar), Koopman, Van de Lavoir (69' Van den Goorbergh), Ellouzi (45' Rijsdijk), Bennink (74' Cobussen) |  |
| Stadion: Sportpark Skoatterwâld, Heerenveen Toeschouwers: 150 Scheidsrechter: Dennis Smit |               |               |           | Resink, Theocharis (74' Werther), Van Vilsteren, Ruiter, Bormans, Teijema, Makken, Buikema, Nijstad , Ennema, Van Beijeren (75' De Haas) | Weimar, De Graaf, Ypema, Verspaget, Obispo, Boshuizen , Van de Ven (68' Kagenaar), Koopman, Van de Lavoir (69' Van den Goorbergh), Ellouzi (45' Rijsdijk), Bennink (74' Cobussen) |  |
| Stadion: Sportpark Skoatterwâld, Heerenveen Toeschouwers: 150 Scheidsrechter: Dennis Smit |               |               |           | Resink, Theocharis (74' Werther), Van Vilsteren, Ruiter, Bormans, Teijema, Makken, Buikema, Nijstad , Ennema, Van Beijeren (75' De Haas) | Weimar, De Graaf, Ypema, Verspaget, Obispo, Boshuizen , Van de Ven (68' Kagenaar), Koopman, Van de Lavoir (69' Van den Goorbergh), Ellouzi (45' Rijsdijk), Bennink (74' Cobussen) |  |
|                                                                                           |               |               |           | | |  |

| Speelronde 8: 27 november 2022, 14:30u                                                  | PSV                          | 3 – 1 (1 – 0) | Feyenoord   | Opstelling PSV | Opstelling Feyenoord |  |
| Stadion: Philips Stadion, Eindhoven Toeschouwers: 11.500 Scheidsrechter: Viki de Cremer | Hulswit 22', 77' Kaagman 87' |               | 73' Bennink | Alkemade, Koeleman (90' Coolen), Hendriks, Van Es , Levels, Kuijpers (66' Biesmans), Worm, Kaagman, Hulswit (90' Henschen), Smits (90' Thestrup), Ripa (81' Bross) | Weimar, De Graaf 42', Ypema, Verspaget, Brandau 71', Boshuizen , Van den Goorbergh, Koopman, Van de Lavoir (87' Kagenaar), Rijsdijk (71' Ellouzi), Bennink 10' (80' Cobussen) |  |
| Stadion: Philips Stadion, Eindhoven Toeschouwers: 11.500 Scheidsrechter: Viki de Cremer |                              |               |             | Alkemade, Koeleman (90' Coolen), Hendriks, Van Es , Levels, Kuijpers (66' Biesmans), Worm, Kaagman, Hulswit (90' Henschen), Smits (90' Thestrup), Ripa (81' Bross) | Weimar, De Graaf 42', Ypema, Verspaget, Brandau 71', Boshuizen , Van den Goorbergh, Koopman, Van de Lavoir (87' Kagenaar), Rijsdijk (71' Ellouzi), Bennink 10' (80' Cobussen) |  |
| Stadion: Philips Stadion, Eindhoven Toeschouwers: 11.500 Scheidsrechter: Viki de Cremer |                              |               |             | Alkemade, Koeleman (90' Coolen), Hendriks, Van Es , Levels, Kuijpers (66' Biesmans), Worm, Kaagman, Hulswit (90' Henschen), Smits (90' Thestrup), Ripa (81' Bross) | Weimar, De Graaf 42', Ypema, Verspaget, Brandau 71', Boshuizen , Van den Goorbergh, Koopman, Van de Lavoir (87' Kagenaar), Rijsdijk (71' Ellouzi), Bennink 10' (80' Cobussen) |  |
|                                                                                         |                              |               |             | | |  |

| Speelronde 9: 2 december 2022, 19:30u                                           | Feyenoord | 0 – 1 (0 – 1) | FC Twente | Opstelling Feyenoord | Opstelling FC Twente                                                                                                 |  |
| Stadion: Varkenoord, Rotterdam Toeschouwers: 400 Scheidsrechter: Oscar van Hoof |           |               | 24' Kalma | Weimar, De Graaf, Ypema, Verspaget 66' (81' Conijnenberg), Brandau, Boshuizen , Van den Goorbergh, Koopman 76', Van de Lavoir (70' Van de Ven), Rijsdijk (70' Ellouzi), Bennink | Van Domselaar, Everaerts, Auée, Dijkstra, Olislagers, Kaptein, Giesen (78' Jansen), Van Ginkel, Dhont, Kalma, Jansen |  |
| Stadion: Varkenoord, Rotterdam Toeschouwers: 400 Scheidsrechter: Oscar van Hoof |           |               |           | Weimar, De Graaf, Ypema, Verspaget 66' (81' Conijnenberg), Brandau, Boshuizen , Van den Goorbergh, Koopman 76', Van de Lavoir (70' Van de Ven), Rijsdijk (70' Ellouzi), Bennink | Van Domselaar, Everaerts, Auée, Dijkstra, Olislagers, Kaptein, Giesen (78' Jansen), Van Ginkel, Dhont, Kalma, Jansen |  |
| Stadion: Varkenoord, Rotterdam Toeschouwers: 400 Scheidsrechter: Oscar van Hoof |           |               |           | Weimar, De Graaf, Ypema, Verspaget 66' (81' Conijnenberg), Brandau, Boshuizen , Van den Goorbergh, Koopman 76', Van de Lavoir (70' Van de Ven), Rijsdijk (70' Ellouzi), Bennink | Van Domselaar, Everaerts, Auée, Dijkstra, Olislagers, Kaptein, Giesen (78' Jansen), Van Ginkel, Dhont, Kalma, Jansen |  |
|                                                                                 |           |               |           | | |  |

| Speelronde 10: 8 december 2022, 19:30u                                              | ADO Den Haag | 0 – 2 (0 – 2) | Feyenoord                          | Opstelling ADO Den Haag | Opstelling Feyenoord |  |
| Stadion: Bingoal Stadion, Den Haag Toeschouwers: 400 Scheidsrechter: Sterre Bijlsma |              |               | 24' Rijsdijk 39' Van den Goorbergh | Lorsheijd , Vonk (45' Stoop), Noordermeer, Douma (67' Susanna), Nelemans, Van Oosten, Van der Wal (45' Van Raay), Ravensbergen, Rijsbergen, Loonen, IJzerman | De Groot, De Graaf, Ypema (45' Conijnenberg), Obispo, Brandau, Boshuizen , Van den Goorbergh, Koopman, Van de Lavoir (78' Hendriks), Rijsdijk (56' Ellouzi), Bennink |  |
| Stadion: Bingoal Stadion, Den Haag Toeschouwers: 400 Scheidsrechter: Sterre Bijlsma |              |               |                                    | Lorsheijd , Vonk (45' Stoop), Noordermeer, Douma (67' Susanna), Nelemans, Van Oosten, Van der Wal (45' Van Raay), Ravensbergen, Rijsbergen, Loonen, IJzerman | De Groot, De Graaf, Ypema (45' Conijnenberg), Obispo, Brandau, Boshuizen , Van den Goorbergh, Koopman, Van de Lavoir (78' Hendriks), Rijsdijk (56' Ellouzi), Bennink |  |
| Stadion: Bingoal Stadion, Den Haag Toeschouwers: 400 Scheidsrechter: Sterre Bijlsma |              |               |                                    | Lorsheijd , Vonk (45' Stoop), Noordermeer, Douma (67' Susanna), Nelemans, Van Oosten, Van der Wal (45' Van Raay), Ravensbergen, Rijsbergen, Loonen, IJzerman | De Groot, De Graaf, Ypema (45' Conijnenberg), Obispo, Brandau, Boshuizen , Van den Goorbergh, Koopman, Van de Lavoir (78' Hendriks), Rijsdijk (56' Ellouzi), Bennink |  |
| Afwezig: Weimar                                                                     |              |               |                                    | | |  |

| Speelronde 11: 29 januari 2023, 12:15u                  | Feyenoord | 0 – 4 (0 – 2) | Fortuna Sittard                            | Opstelling Feyenoord | Opstelling Fortuna Sittard                                                                                               |  |
| Stadion: Varkenoord, Rotterdam Scheidsrechter: Gijsbers |           |               | 7' Van Heeswijk 32', 69' Wullaert 58' Tuin | Weimar, Brandau, Verspaget 51', Ypema, De Graaf, Van den Goorbergh 23', Annouk Boshuizen 15' (72' Hendriks), Van de Ven (80' Cobussen), Bennink, Rijsdijk (72' Ellouzi), Van de Lavoir (61' Koopman) | Lemey, Tuin, Van Duimen, Knol, Van Koot, Van Heeswijk, Foederer, Delacauw (76' Antonsdóttir), Teulings, Wullaert , Hulst |  |
| Stadion: Varkenoord, Rotterdam Scheidsrechter: Gijsbers |           |               |                                            | Weimar, Brandau, Verspaget 51', Ypema, De Graaf, Van den Goorbergh 23', Annouk Boshuizen 15' (72' Hendriks), Van de Ven (80' Cobussen), Bennink, Rijsdijk (72' Ellouzi), Van de Lavoir (61' Koopman) | Lemey, Tuin, Van Duimen, Knol, Van Koot, Van Heeswijk, Foederer, Delacauw (76' Antonsdóttir), Teulings, Wullaert , Hulst |  |
| Stadion: Varkenoord, Rotterdam Scheidsrechter: Gijsbers |           |               |                                            | Weimar, Brandau, Verspaget 51', Ypema, De Graaf, Van den Goorbergh 23', Annouk Boshuizen 15' (72' Hendriks), Van de Ven (80' Cobussen), Bennink, Rijsdijk (72' Ellouzi), Van de Lavoir (61' Koopman) | Lemey, Tuin, Van Duimen, Knol, Van Koot, Van Heeswijk, Foederer, Delacauw (76' Antonsdóttir), Teulings, Wullaert , Hulst |  |
|                                                         |           |               |                                            | | |  |

| Speelronde 12: 3 februari 2023, 19:30u   | VV Alkmaar | – (–) | Feyenoord | Opstelling VV Alkmaar | Opstelling Feyenoord |
| Stadion: Sportpark Robonsbosweg, Alkmaar |            |       |           |                       |                      |
|                                          |            |       |           |                       |                      |
|                                          |            |       |           |                       |                      |
|                                          |            |       |           |                       |                      |

| Speelronde 13: 10 februari 2023, 19:30u | Feyenoord | – (–) | sc Heerenveen | Opstelling Feyenoord | Opstelling sc Heerenveen |
| Stadion: Varkenoord, Rotterdam          |           |       |               |                      |                          |
|                                         |           |       |               |                      |                          |
|                                         |           |       |               |                      |                          |
|                                         |           |       |               |                      |                          |

| Speelronde 14: 4 maart 2023, 16:30u     | AFC Ajax | – (–) | Feyenoord | Opstelling AFC Ajax | Opstelling Feyenoord |
| Stadion: Johan Cruijff ArenA, Amsterdam |          |       |           |                     |                      |
|                                         |          |       |           |                     |                      |
|                                         |          |       |           |                     |                      |
|                                         |          |       |           |                     |                      |

| Speelronde 15: 10 maart 2023, 19:30u | Telstar | – (–) | Feyenoord | Opstelling Telstar | Opstelling Feyenoord |
| Stadion: BUKO Stadion, Velsen        |         |       |           |                    |                      |
|                                      |         |       |           |                    |                      |
|                                      |         |       |           |                    |                      |
|                                      |         |       |           |                    |                      |

| Speelronde 16: 24 maart 2023, 19:30u | Feyenoord | – (–) | ADO Den Haag | Opstelling Feyenoord | Opstelling ADO Den Haag |
| Stadion: Varkenoord, Rotterdam       |           |       |              |                      |                         |
|                                      |           |       |              |                      |                         |
|                                      |           |       |              |                      |                         |
|                                      |           |       |              |                      |                         |

| Speelronde 17: 31 maart 2023, 19:30u | Feyenoord | – (–) | PSV | Opstelling Feyenoord | Opstelling PSV |
| Stadion: Varkenoord, Rotterdam       |           |       |     |                      |                |
|                                      |           |       |     |                      |                |
|                                      |           |       |     |                      |                |
|                                      |           |       |     |                      |                |

| Speelronde 18: 21 april 2023, 19:30u | Excelsior Rotterdam | – (–) | Feyenoord | Opstelling Excelsior Rotterdam | Opstelling Feyenoord |
| Stadion: BUKO Stadion, Velsen        |                     |       |           |                                |                      |
|                                      |                     |       |           |                                |                      |
|                                      |                     |       |           |                                |                      |
|                                      |                     |       |           |                                |                      |

| Speelronde 19: 30 april 2023, 14:00u | Feyenoord | – (–) | PEC Zwolle | Opstelling Feyenoord | Opstelling PEC Zwolle |
| Stadion: Varkenoord, Rotterdam       |           |       |            |                      |                       |
|                                      |           |       |            |                      |                       |
|                                      |           |       |            |                      |                       |
|                                      |           |       |            |                      |                       |

| Speelronde 20: 7 mei 2023, 14:30u | FC Twente | – (–) | Feyenoord | Opstelling FC Twente | Opstelling Feyenoord |
| Stadion: Het Diekman, Enschede    |           |       |           |                      |                      |
|                                   |           |       |           |                      |                      |
|                                   |           |       |           |                      |                      |
|                                   |           |       |           |                      |                      |

## KNVB Beker
Feyenoord stroomt in het bekertoernooi in de achtste finales in. Daarin leed het een 1-4 nederlaag tegen PSV waardoor uitschakeling volgde.

### Toernooischema
|  | Achtste finale |           |   |  |  |  |  |  |  |  |  |  |  |  |  |  |  |  |  |  |  |  |  |  |  |  |  |  |
|  |                |           |   |  |  |  |  |  |  |  |  |  |  |  |  |  |  |  |  |  |  |  |  |  |  |  |  |  |
|  | I              | Feyenoord | 1 |  |  |  |  |  |  |  |  |  |  |  |  |  |  |  |  |  |  |  |  |  |  |  |  |  |
|  | I              | PSV       | 4 |  |  |  |  |  |  |  |  |  |  |  |  |  |  |  |  |  |  |  |  |  |  |  |  |  |
|  |                |           |   |  |  |  |  |  |  |  |  |  |  |  |  |  |  |  |  |  |  |  |  |  |  |  |  |  |
|  |                |           |   |  |  |  |  |  |  |  |  |  |  |  |  |  |  |  |  |  |  |  |  |  |  |  |  |  |
|  |                |           |   |  |  |  |  |  |  |  |  |  |  |  |  |  |  |  |  |  |  |  |  |  |  |  |  |  |
|  |                |           |   |  |  |  |  |  |  |  |  |  |  |  |  |  |  |  |  |  |  |  |  |  |  |  |  |  |
|  |                |           |   |  |  |  |  |  |  |  |  |  |  |  |  |  |  |  |  |  |  |  |  |  |  |  |  |  |

### KNVB beker
| Achtste finale                                                        | Feyenoord          | 1 – 4 (1 – 2)    | PSV                                                             | Opstelling Feyenoord |
| 26 februari 2023 Aanvangstijd: 13.00 uur Plaats: Rotterdam Varkenoord | Amber Verspaget 9' | Wedstrijdverslag | 27' Laura Strik 45' Chimera Ripa 62' Siri Worm 85' Janou Levels | Weimar, Baptiste ( 46' Kagenaar, Obispo, Ypema, Brandau, Van den Goorbergh ( 75' Conijnenberg), Verspaget, Van de Ven, De Graaf, Rijsdijk ( 46' Ellouzi), Bennink ( 68' Cobussen) |

## Statistieken

### Topscorers
| Eredivisie \| # \| Speler \| \| \| ------ \| -------------------------- \| -- \| \| 1. \| Maxime Bennink \| 4 \| \| 2. \| Pia Rijsdijk \| 2 \| \| 2. \| Cheyenne van den Goorbergh \| 2 \| \| 4. \| Zoï van de Ven \| 1 \| \| 4. \| Esmee de Graaf \| 1 \| \| 4. \| Sanne Koopman \| 1 \| \| Totaal \| Totaal \| 11 \| |                            |      |
| # | Speler                     | Goal |
| 1. | Maxime Bennink             | 4    |
| 2. | Pia Rijsdijk               | 2    |
| 2. | Cheyenne van den Goorbergh | 2    |
| 4. | Zoï van de Ven             | 1    |
| 4. | Esmee de Graaf             | 1    |
| 4. | Sanne Koopman              | 1    |
| Totaal | Totaal                     | 11   |

### Kaarten
| Gele kaarten \| # \| Speler \| \| \| ------ \| -------------------------- \| -- \| \| 1. \| Annouk Boshuizen \| 2 \| \| 1. \| Cheyenne van den Goorbergh \| 2 \| \| 1. \| Amber Verspaget \| 2 \| \| 4. \| Maxime Bennink \| 1 \| \| 4. \| Justine Brandau \| 1 \| \| 4. \| Sophie Cobussen \| 1 \| \| 4. \| Sabrine Ellouzi \| 1 \| \| 4. \| Esmee de Graaf \| 1 \| \| 4. \| Sanne Koopman \| 1 \| \| Totaal \| Totaal \| 11 \| |                            |            |
| # | Speler                     | Kreeg geel |
| 1. | Annouk Boshuizen           | 2          |
| 1. | Cheyenne van den Goorbergh | 2          |
| 1. | Amber Verspaget            | 2          |
| 4. | Maxime Bennink             | 1          |
| 4. | Justine Brandau            | 1          |
| 4. | Sophie Cobussen            | 1          |
| 4. | Sabrine Ellouzi            | 1          |
| 4. | Esmee de Graaf             | 1          |
| 4. | Sanne Koopman              | 1          |
| Totaal | Totaal                     | 11         |

1 Weimar ·
2 Waldus ·
4 Verspaget ·
5 Obispo ·
6 Brandau ·
7 Teulings ·
8 Pijnenburg ·
9 Koopman ·
10 Van de Westeringh ·
11 Henry ·
14 De Graaf ·
15 Koga ·
16 Van Eijk ·
17 Van der Sluijs ·
18 Heij ·
19 Haesakkers ·
20 Szymczak ·
21 Van Bentem ·
23 Itamura ·
24 Baptiste ·
25 Van de Lavoir ·
26 De Paus ·
27 DellaPeruta ·
28 Hulswit ·
33 Van Kerkhoven ·
42 Buabadi ·
Coach: Torny
Assistent-coach: Pieters
Assistent-coach: Tjaden
Keeperstrainer: Van der Kaaij
Mannen
1954/55 · 1955/56 · 1956–1988 · 1988/89 · 1989/90 · 1990/91 · 1991/92 · 1992/93 · 1993/94 · 1994/95 · 1995/96 · 1996/97 · 1997/98 · 1998/99 · 1999/00 · 2000/01 · 2001/02 · 2002/03 · 2003/04 · 2004/05 · 2005/06 · 2006/07 · 2007/08 · 2008/09 · 2009/10 · 2010/11 · 2011/12 · 2012/13 · 2013/14 · 2014/15 · 2015/16 · 2016/17 · 2017/18 · 2018/19 · 2019/20 · 2020/21 · 2021/22 · 2022/23 · 2023/24 · 2024/25

Vrouwen
2021/22 · 2022/23 · 2023/24 · 2024/25
ADO Den Haag · 
Ajax · 
VV Alkmaar · 
Excelsior · 
Feyenoord · 
Fortuna Sittard · 
sc Heerenveen · 
PEC Zwolle · 
PSV · 
Telstar · 
FC Twente